# Campeonato Carioca de Futebol Feminino de 2000
O Campeonato Carioca de Futebol Feminino de 2000 foi a 11ª edição da divisão principal do campeonato estadual de futebol feminino do Rio de Janeiro. A competição foi organizada pela Federação de Futebol do Estado do Rio de Janeiro (FERJ) e teve o Vasco da Gama como o campeão.